# Pol Lirola
Pol Mikel Lirola Kosok (Mollet del Vallès, 13 augustus 1997) is een Spaans voetballer die doorgaans als rechtsback speelt. Hij verruilde US Sassuolo in augustus 2020 voor ACF Fiorentina, dat hem in het voorgaande seizoen al huurde.

## Clubcarrière
Lirola werd geboren in Mollet del Vallès en speelde in de jeugdreeksen van RCD Espanyol. In 2015 trok hij naar het Italiaanse Juventus, dat een half miljoen euro betaalde voor de vleugelverdediger. In 2016 besloot de club om de Spanjaard voor twee seizoenen te verhuren aan reeksgenoot US Sassuolo. Op 25 augustus 2016 debuteerde hij in de voorronde van de UEFA Europa League tegen Rode Ster Belgrado. Hij speelde de volledige wedstrijd. Op 15 september 2015 maakte Lirola zijn eerste treffer voor Sassuolo in de Europa League tegen Athletic Bilbao. In 2019 verhuurde Sassuolo Lirola aan ACF Fiorentina. Na de verhuurperiode nam Fiorentina hem definitief over.

## Nationaal elftal
Lirola speelde voor de Spaanse jeugdelftallen. Op 28 december 2016 speelde hij voor het Catalaans elftal tegen Tunesië.